# Rhabdosargus
Rhabdosargus — рід окунеподібних риб родини Спарові (Sparidae). Представники роду поширені на заході Індійського океану та у Червоному морі.

## Класифікація
Рід містить 5 видів:
- Rhabdosargus globiceps
- Rhabdosargus haffara
- Rhabdosargus holubi
- Rhabdosargus sarba
- Rhabdosargus thorpei